# De Faam-albums
Een De Faam-album is een plaatjesalbum dat in de jaren vijftig van de twintigste eeuw werd uitgegeven door De Faam, een fabriek van suikerwerken in Breda. Bij de aankoop van een rol pepermunt kreeg men een plaatje cadeau; het album moest worden gekocht.
Er zijn slechts twee albums verschenen:
Vlaggen van alle landenHet eerste album dat verscheen was Vlaggen van alle landen met een ruimte voor 117 in te plakken plaatjes van alle nationale vlaggen. Het album was uitgegeven in oblong-formaat 30 × 23 cm met drie plaatjes per pagina. Auteur was L. Hopmans. Er verschenen zes drukken zonder vermelding van jaar van uitgifte.
Volkerenatlas AmerikaHet tweede album was Volkerenatlas Amerika, uitgegeven in hetzelfde formaat maar met ruimte voor 120 plaatjes. Auteur was J. Victor Jansen, een conservator van het Museum voor Land- en Volkenkunde in Rotterdam. Het album beleefde minstens 4 drukken zonder vermelding van jaar van uitgifte.
Beide albums zijn verzamelitems, maar nog volop antiquarisch te krijgen.
Eerder dan de beide albums werden vanaf 1949 door De Faam 24 kleine stripboekjes uitgegeven met de avonturen van Kapitein Brulboei, getekend door Henk Kabos. De boekjes van 12 pagina's kreeg men cadeau bij aankoop van snoepgoed van De Faam.